# Alara improba
Alara improba är en insektsart som beskrevs av Yang och Wu 1993. Alara improba ingår i släktet Alara och familjen Derbidae. Inga underarter finns listade i Catalogue of Life.